# Iliá Efron
Iliá Abramovich Efron (en ruso: Илья Абрaмович Ефрoн ) (1847, Vilna, Imperio Ruso- 19 de abril de 1917, San Petersburgo, Imperio Ruso) fue uno de los impresores y editores más famosos de la Rusia prerrevolucionaria. 

## Vida
De ascendencia judía y bisnieto por línea materna de Elia ben Solomon, nació en la ciudad de Vilna, capital de Lituania, y parte del Imperio Ruso. En sus primeros años fue educado en casa bajo la guía de su padre. Posteriormente realizó el examen y recibió un diploma en la escuela de Lomza. Viajó a Varsovia, donde asistió a a diversas conferencias, y luego se trasladó a la capital del Imperio.
En 1880, compró una litografía en San Petersburgo, y nueve años después, junto con la editorial alemana de Brockhaus, formó la compañía F. A. Brockhaus - I. A. Efron, que produjo la gran mayoría de encicplopedias en lengua rusa de la época:
- Diccionario Enciclopédico Brockhaus y Efron, (1890-1907)
- Pequeño diccionario enciclopédico (1ed 1899-1902; 2ed, 1907-1909)
- Nuevo diccionario escolar (1911-1916)
- Enciclopedia Judía (1906-1913)

Además de las enciplopedias, se realizaron, entre otras, las siguientes publicaciones: Biblioteca de las ciencias, Biblioteca del conocimiento industrial, La enciclopedia de Medicina Práctica, Biblioteca de grandes escritores en 20 vols., Historia general de la cultura europea, La historia del Imperio Bizantino e Historia de la inquisición.
En 1917 muere Efron, ese mismo año la editorial se integra a Petrogrado Editores, y en 1930 deja de existir. 